# JavaFX Mobile
JavaFX Mobile est un projet de plateforme mobile permettant l'exécution de code Java. Elle s'appuie sur un noyau Linux et est compatible avec Java SE et Java ME. JavaFX Mobile forme avec JavaFX Script la technologie JavaFX.
JavaFX Mobile est l'évolution de la plateforme SavaJe créée par la société éponyme, rachetée par Sun Microsystems en avril 2007.
Le système est proposé sous licence GPL et peut pour l'instant s'exécuter sur processeur ARM et compatibles. Elle est destinée au marché des téléphones portables, des PDA et d'autres appareils mobiles.
Le projet semble désormais abandonné par Oracle, qui a racheté Sun.